# Aéroport de Mainz-Finthen
L'aérodrome de Mainz-Finthen (Flugplatz Mainz-Finthen) (code IATA : QMZ • code OACI : EDFZ) est un aérodrome situé près de Mayence, la capitale de Rhénanie-Palatinat. L'aérodorme est géré par le Flugplatz Mainz Betriebsgesellschaft mbH.

## Histoire

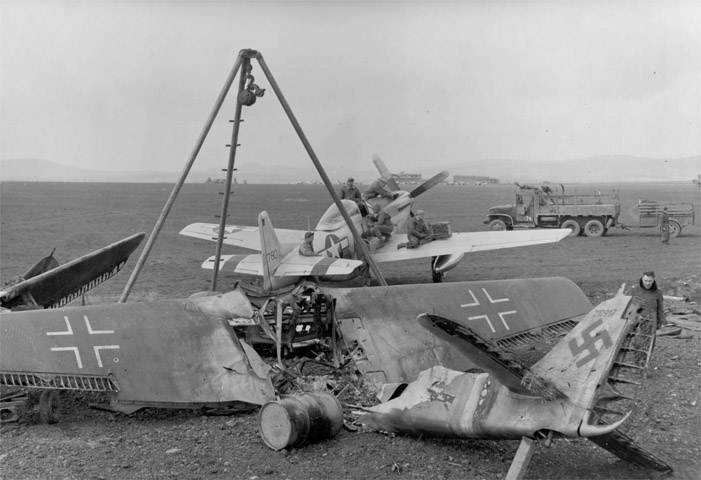
Avril 1945, avion détruit.

La particularité de cette aérodrome est qu'il a été construit pendant la Seconde Guerre Mondiale par des jeunes provenant du Reichsarbeitsdienst, mais aussi par des prisonniers du camp de concentration d'Hinzert  de 1942 à 1945. À l'origine l'aérodrome avait une forme ronde d'un diamètre de 1,2 km et possédait un système de drainage performant. Cet aérodrome était la base d'escadrons de chasseurs nocturnes, notamment le cinquième Nachtjagdgeschwader. Pour construire l'aérodrome, toute la forêt de Finther a été défrichée.
Après la guerre l'armée française récupère l'aérodrome, le reconstruit et met en place une piste asphaltée d'une longueur de 1 000 m pour l'Aviation légère de l'Armée de terre. Ils se retirent de l'aérodrome lors des prémices de la formation de la RFA, le 13 août 1946. Au milieu des années 1950, l'Ecole de Spécialisation de l’Aviation Légère d’Observation d’Artillerie y est stationnée.
Après le départ des français, l'armée américaine utilise l'aérodrome et le renomme Finthen Army Airfield (FAA Mainz-Finthen). À partir de 1970, l'armée américaine (United States Army) y stationne le 205th Assault Support Helicopter Company (ASHC) "Geronimos" contenant une vingtaine d'hélicoptères Chinook. En 1988, la division est transférée à Mannheim et ensuite relevée par le 295th ASHC "Cyclones".
À la suite de sa visite à Mayence le 16 et 17 novembre 1980, Jean-Paul II célèbre une messe devant un millier de fidèles sur le terrain de l'aérodrome.
Pendant l'Opération El Dorado Canyon en 1986/87 contre la Libye le terrain a été clôturé. La clôture est toujours partiellement en place aujourd'hui.
Suite de la réorganisation de l'US-Army en décembre 1991, l'aérodrome n'est plus utilisé et est rétrocédé à l'Allemagne en novembre 1992. L'armée américaine conserve toutefois une station radar et un camp d'entraînement sur le terrain de l'aérodrome, toujours actifs en 2003.
Le 30 septembre 1993, les règles d'utilisation commune entre l'Allemagne et les États-Unis sont définies et permettent à la Rhénanie-Palatinat et à la Luftfahrverein Mainz, gestionnaire de l'aérodrome de pouvoir l'exploiter à partir du 1er janvier 1994. Un an plus tard, le code OAIC de l'aéroport change et passe de EDOT à EDFZ. Le 1er août 2008, la gestion de l'aéroport est cédée au Flugplatz Mainz Betriebsgesellschaft mbH.

## Caractéristiques

Aérodrome de Mainz-Finthen
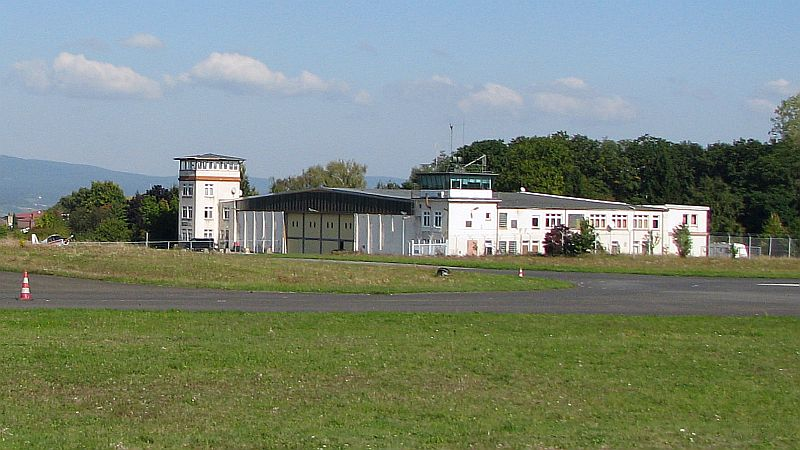
Tour de contrôle du Finthen Army Airfield (FAA)
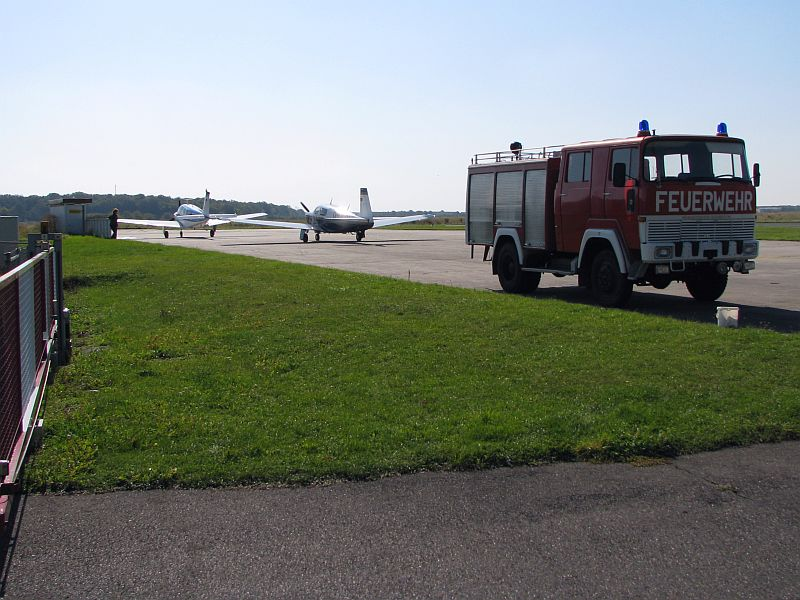
Système de ravitaillement en carburant (à gauche), pompiers de l'aérodrome (á droite)
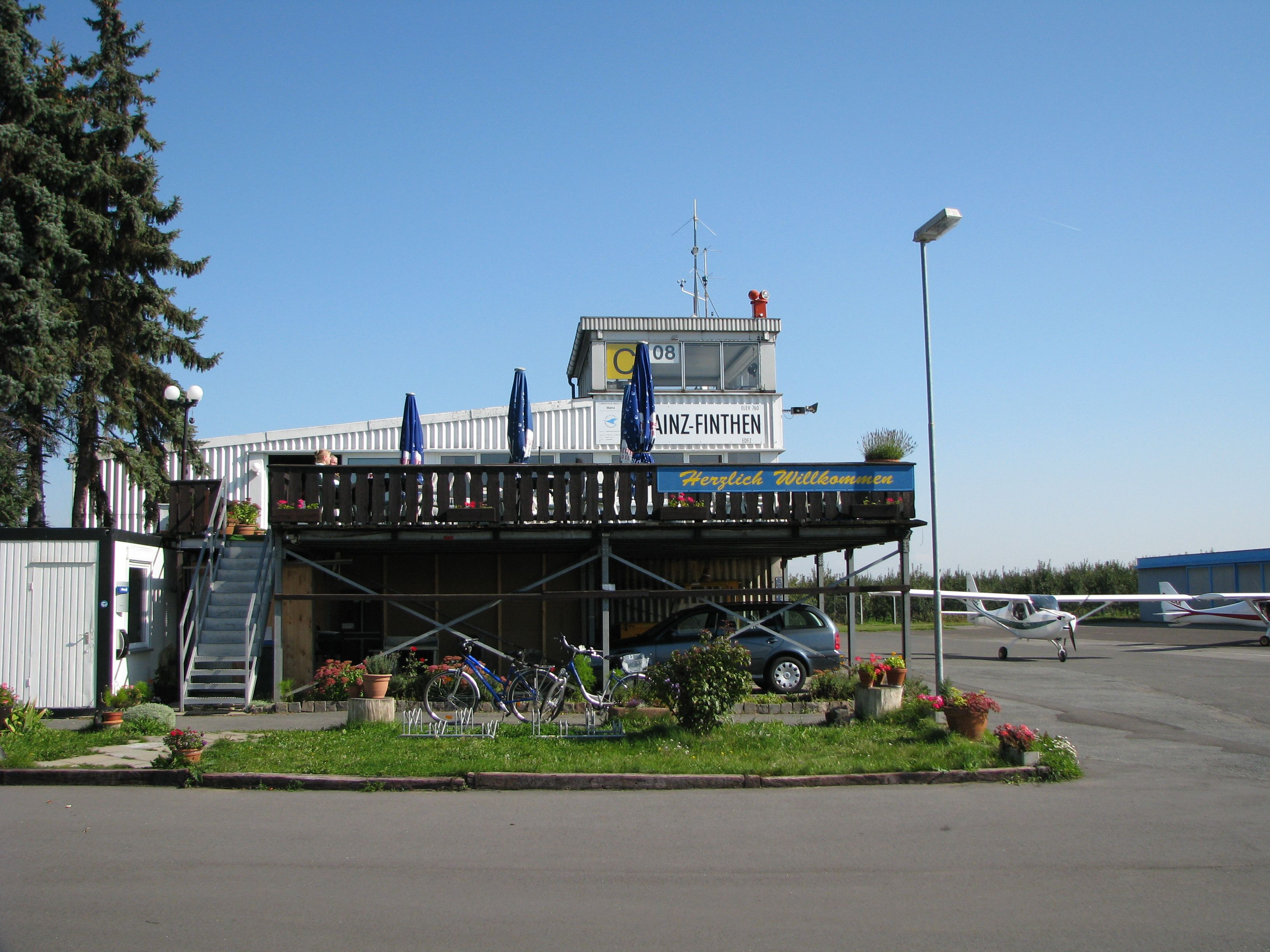
Ancienne tour de contrôle de l'aérodrome
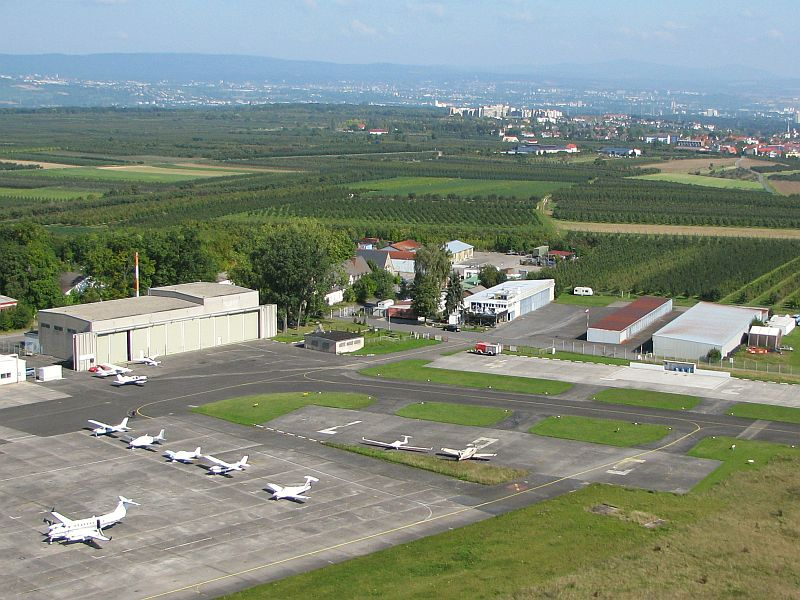
Tour de contrôle de l'aérodorme surplombant les places de stationnement des aéronefs
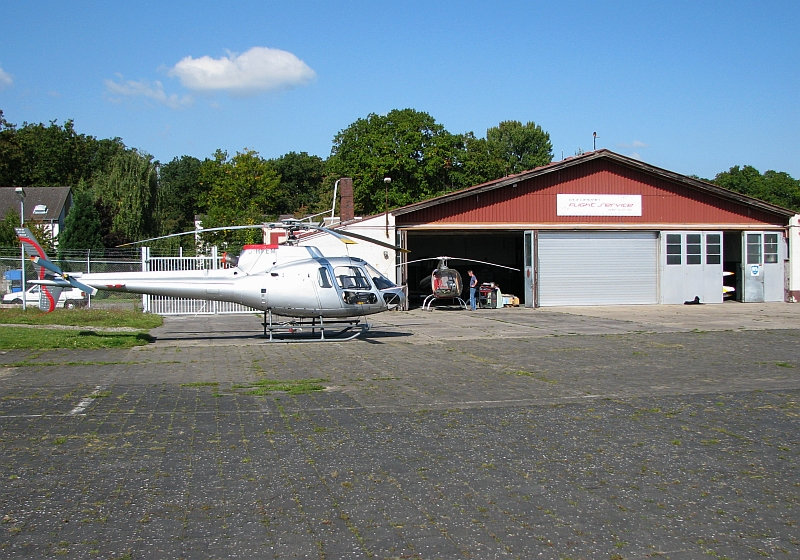
Hélicoptères stationnés sur le terrain de l'aérodrome
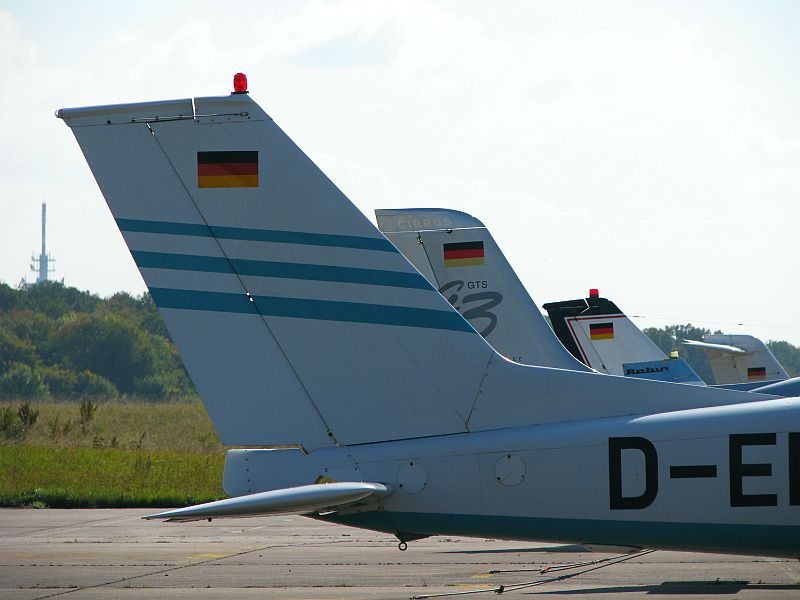
Aéronef D-E... stationné à l'aérodrome

### Aérodrome
L'aérodrome comporte deux pistes,  l'une asphaltée, l'autre en herbe, orientées Est-Ouest (80°-260°) d'une longueur de 1 000 m chacune. Il est situé à 9 km au sud-est de Mayence et à 1 km à l'ouest du quartier de Mainz-Finthen. Son élévation est de 232 m. Les vols de nuit (PPR) et les vols à vue (VFR) sont autorisés sur le terrain de l'aéroport. L'atterrissage aux instruments n'est pas possible du fait de l'absence d'ILS (Instrument Landing System) sur les deux pistes de l'aérodrome.
Deux employés sont sur place en permanence.
Les aéronefs, incluant les hélicoptères, ayant une MTOW (Masse Maximale au Décollage) inférieure à 14 tonnes peuvent se poser sur l'aéroport. Les planeurs, les Deltaplanes ou encore les ULMs peuvent aussi s'y poser.
À proximité se trouve l'espace aérien  de classe Charlie (Classe C) de l'Aéroport International de Francfort-Rhein/Main (EDDF). Il se situe au-dessus de 3 500 ft au niveau de l'aérodrome et descend jusqu'à 1 500 ft en direction de l'est et de l'aéroport de Francfort. La piste à herbe sèche vite même après une pluie et est utilisable.

### Installations annexes
Une station de ravitaillement moderne se trouve sur place et propose plusieurs carburants pour aéronefs (AvGas, MoGas, JP-5 et de l'escence conventionnelle (Super))
Plusieurs aéroclubs se trouvent sur place, dispensant des formations pour hélicoptère, ULM, avion ou planeur.
Un chantier aérien se trouve dans les alentours de l'aéroport et emploie trois personnes.[réf. souhaitée].
Lors de la construction de la nouvelle tour de contrôle, l'ancienne cantine a été transformée en restaurant. Le restaurant Tower-One est ouvert depuis le 3 mars 2012. À partir de la terrasse, les visiteurs peuvent observer les opérations de l'aérodrome.

### Sport automobile
L'aérodrome a accueilli plusieurs événements de sport automobile. En 1964, l'Internationale HMSC-Flugplatz-Rennen y a eu lieu. En 1967, une course sur les pistes de 2,1 km a été organisée pour le championnat de formule 3 . Entre 1972 et 1983, la Deutsche Rennsport Meisterschaft s'est tenue à l'aérodrome.
De 1984 à 1990, la DTM y a eu lieu.

### Accès
La station Layenhof, desservie par la RMV se trouve à 200 m de l'entrée de l'aérodrome. Une piste cyclable, entre le Layenhof, la Forêt d'Ober-Olm et Mainz-Finthen, se trouvant le long au bord nord-ouest de l'aérodrome le dessert également.
L'accès en voiture au site n'est possible que par le Layenhof, mais la sortie 19 (Mainz-Finthem) de l'autoroute fédérale 60 permet une connexion avec le réseau routier allemand.

### Particularités écologiques
Grâce à une clôture, la partie sud du site sert de point de passage d'oiseaux migrateurs comme des vanneaux huppés ou des huppes. Il est possible de trouver aussi des insectes menacés comme l'Oedipoda caerulescens.

## Liens externes

Vue d'une partie de la piste en 2007.